# Hydrovatus longicornis
Hydrovatus longicornis är en skalbaggsart som beskrevs av Sharp 1882. Hydrovatus longicornis ingår i släktet Hydrovatus och familjen dykare. Inga underarter finns listade i Catalogue of Life.